# Championnats du monde de gymnastique artistique 1993
Navigation
Édition précédente Édition suivante
Les 28e championnats du monde de gymnastique artistique ont eu lieu à Birmingham au Royaume-Uni. Il n'y a pas eu de concours par équipe. Seul le concours général individuel et les finales par engins ont été disputées.

## Résultats hommes

### Concours général individuel
| 1st | Vitaly Scherbo (BLR) | 56.174 |
| 2d  | Sergei Kharkov (RUS) | 55.625 |
| 3rd | Andreas Wecker (GER) | 55.450 |

### Finales par engins

#### Sol
| 1st | Grigory Misutin (UKR) | 9.400 |
| 2d  | Vitaly Scherbo (BLR)  | 9.350 |
| 2d  | Neil Thomas (GBR)     | 9.350 |

#### Cheval d'arçons
| 1st  | Pae Gil Su (PRK)        | 9.750 |
| 2d   | Andreas Wecker (GER)    | 9.425 |
| 3 rd | Karoly Schupkegel (HUN) | 9.400 |

#### Anneaux
| 1st  | Yuri Chechi (ITA)    | 9.625 |
| 2d   | Andreas Wecker (GER) | 9.575 |
| 3 rd | Ivan Ivankov (BLR)   | 9.500 |

#### Saut
| 1st | Vitaly Scherbo (BLR)  | 9.612 |
| 2d  | Feng Chih Chang (TPE) | 9.487 |
| 3rd | Yoo Ok-ryul (KOR)     | 9.418 |

#### Barres parallèles
| 1st | Vitaly Scherbo (BLR)    | 9.600 |
| 2d  | Igor Korobchinsky (UKR) | 9.525 |
| 3rd | Valery Belenky (UNA**)  | 9.475 |

#### Barre fixe
| 1st | Sergei Kharkov (RUS) | 9.450 |
| 2d  | Marius Gherman (ROU) | 9.375 |
| 3rd | Zoltan Supola (HUN)  | 9.350 |

- - NB: Because Belenky's home country of Azerbaijan did not have a gymnastics federation, he competed at this meet as an unattached (UNA) athlete.

## Résultats femmes

### Concours général individuel
| 1st | Shannon Miller (États-Unis) | 39.062 |
| 2d  | Gina Gogean (ROU)           | 39.055 |
| 3rd | Tatiana Lyssenko (UKR)      | 39.011 |

### Finales par engins

#### Saut
| 1st | Elena Piskun (BLR)       | 9.762 |
| 2d  | Lavinia Milosovici (ROU) | 9.737 |
| 3rd | Oksana Chusovitina (UZB) | 9.718 |
| 4th | Gina Gogean (ROU)        | 9.687 |
| 5th | Kerri Strug (États-Unis) | 9.662 |
| 6th | Klara Kudilkova (CZE)    | 9.512 |
| 7th | Arasoy Jova (CUB)        | 9.343 |
| 8th | Lilia Podkopayeva (UKR)  | 8.893 |

#### Barres asymétriques
| 1st | Shannon Miller (États-Unis)  | 9.887 |
| 2d  | Dominique Dawes (États-Unis) | 9.800 |
| 3rd | Andreea Cacovean (ROU)       | 9.737 |

#### Poutre
| 1st | Lavinia Milosovici (ROU)     | 9.850 |
| 2d  | Dominique Dawes (États-Unis) | 9.725 |
| 3rd | Gina Gogean (ROU)            | 9.650 |

#### Sol
| 1st | Shannon Miller (États-Unis) | 9.787 |
| 2d  | Gina Gogean (ROU)           | 9.737 |
| 3rd | Natalia Bobrova (RUS)       | 9.712 |